# Demba Seck
Demba Seck (* 10. Februar 2001 in Guédiawaye) ist ein senegalesischer Fußballspieler.

## Karriere

### Verein
Der im Senegal geborene Seck begann in der Jugend von SPAL Ferrara mit dem Fußballspielen. Seine erste Spielzeit im Seniorenbereich verbrachte er bei der ASD Sasso Marconi in der Serie D, Italiens höchster Amateurliga, wohin er ausgeliehen war.
Zur Saison 2020/21 kehrte er zu SPAL zurück. Sein Debüt in der ersten Mannschaft gab er am 28. Oktober 2020 im Spiel der 3. Runde der Coppa Italia beim FC Crotone. Dabei erzielte er in der Verlängerung den Ausgleich zum 1:1, durch den SPAL das Elfmeterschießen erreichte. In der Serie B kam er auf sieben Einsätze. In der Saison 2021/22 kam er in 18 Spielen zum Einsatz, in denen er ein Tor erzielte.
Im Januar 2022 wechselte er in die Serie A zum FC Turin. Im Januar 2024 wechselte er leihweise für die restliche Spielzeit zu Frosinone Calcio.

### Nationalmannschaft
Seck debütierte am 24. September 2022 beim 2:0-Sieg in einem Freundschaftsspiel gegen Bolivien in der senegalesischen Nationalmannschaft.